# マーシャル・ガンツ

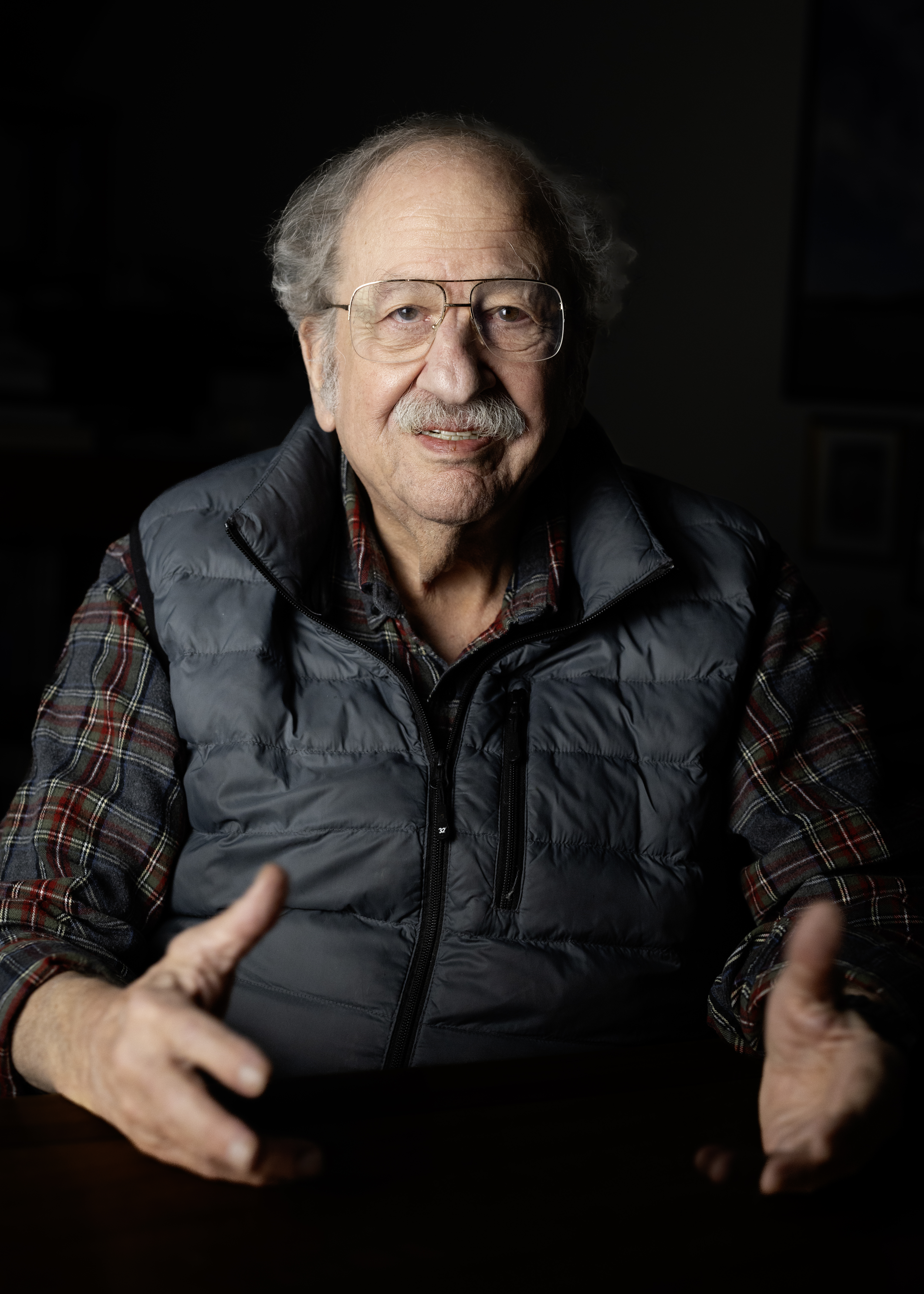
マーシャル・ガンツ

マーシャル・ガンツ（Marchall Ganz, 1943年 - ）は、ハーバード・ケネディスクール公共政策の上級講師及びリベラル・アーツ学部社会学講師。
米国ミシガン州出身。ハーバード大学を中退し、市民から社会変化を起こす活動家として、非営利団体のトレーナー、オーガナイザーとして活躍した。米国で、声なき人々を草の根レベルで政策反映させる組織モデルの創始・提唱した第一人者。
1991年に28年ぶりにハーバード大学に復学し、1992年に卒業した。
2008年の米国大統領選挙でオバマ大統領の選挙参謀として、パブリック・ナラティヴ（public narrative）とコミュニティ・オルガナイジング（住民組織化とも、comunity organizing）の手法を用い、初の黒人大統領を勝利に導いたことで有名。